# Proxima (film)
Cet article concerne le film français de 2019. Pour le film espagnol de 2008, voir Próxima.
Pour les articles homonymes, voir Proxima.
Pour plus de détails, voir Fiche technique et Distribution.
Proxima est un film réalisé par Alice Winocour, sorti en 2019. Le scénario s'inspire des témoignages de femmes astronautes, devant concilier leurs vies professionnelles et familiales.

## Synopsis
Sarah est une spationaute qui s'entraîne avec acharnement au Centre spatial de Cologne, unique femme au milieu des astronautes européens. Elle vit seule avec sa fille de 8 ans, Stella, qu'elle couve d'un amour inquiet, se sentant coupable de ne pas pouvoir lui consacrer plus de temps. Quand Sarah est choisie pour partir à bord d'une mission spatiale d'un an, baptisée Proxima, sa vie et celle de Stella sont bouleversées.
Stella doit en effet déménager de Cologne à Darmstadt, pour aller vivre avec son père, dont Sarah est séparée. Sarah doit bientôt rejoindre la Cité des étoiles, en Russie, pour peaufiner son entraînement en compagnie de ses deux coéquipiers américain et russe.
Stella a un peu de mal à s'habituer à sa vie à Darmstadt, et ses conversations téléphoniques avec sa mère se font plus tendues. Elle lui rend néanmoins visite, et Sarah lui promet qu'elles iront, avant le décollage, voir ensemble la fusée.

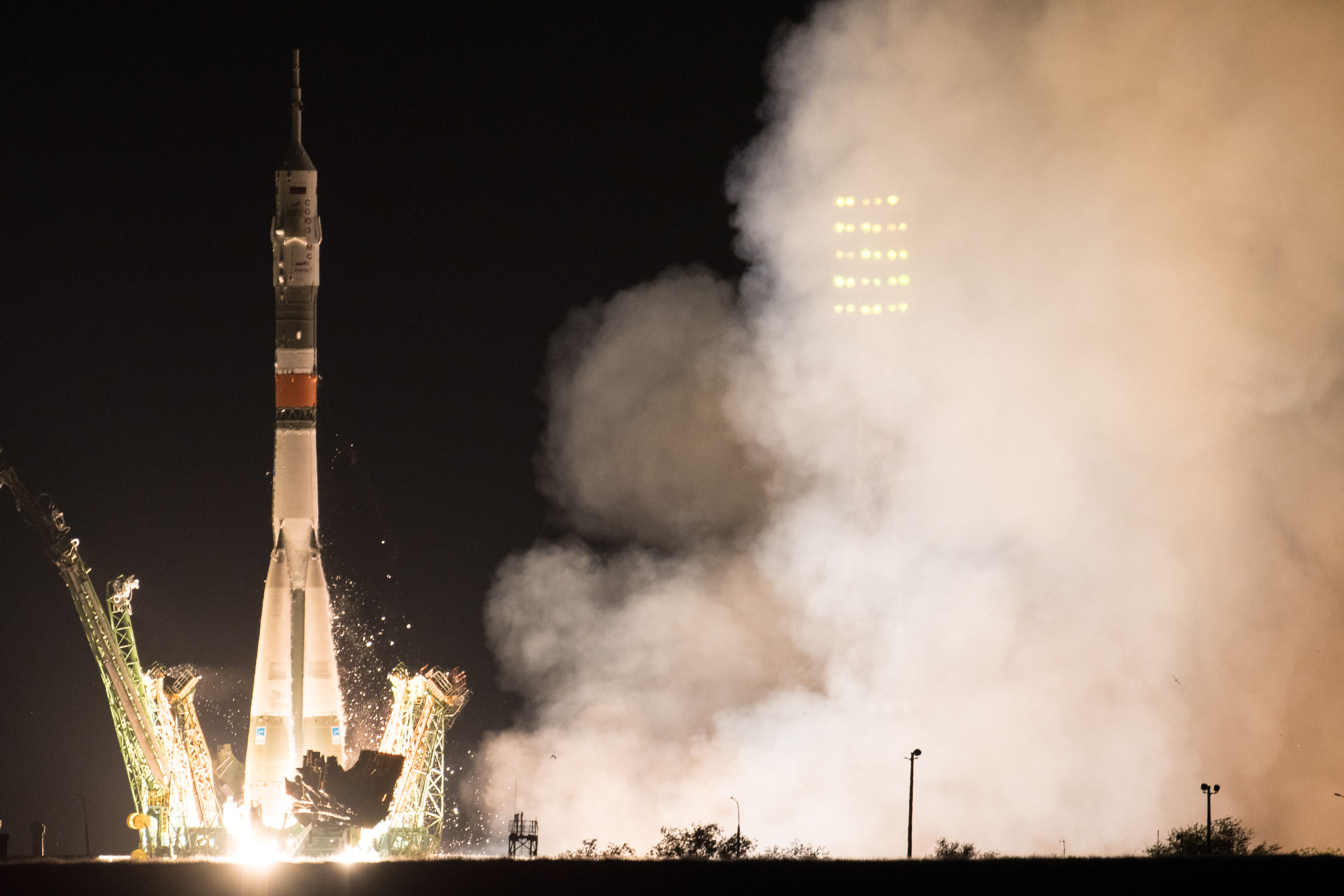
Lancement d'une fusée Soyouz à Baïkonour.

Sarah rejoint ensuite la base de Baïkonour, au Kazakhstan, d'où la fusée doit décoller afin de rejoindre la Station spatiale internationale. Elle, ses coéquipiers et leurs doublures doivent entrer en quarantaine, ils seront maintenus dans un milieu stérile afin d'éviter d'être contaminés par des germes avant leur départ. Stella et son père manquent leur avion et ne peuvent pas rendre visite à Sarah avant le début de la quarantaine, et donc ils ne peuvent plus la voir que séparés d'elle par une vitre.
Stella rappelle alors à Sarah qu'elle n'a pas tenu sa promesse de l'emmener voir la fusée avant le départ. Bouleversée, Sarah décide la veille du décollage de sortir clandestinement des locaux où elle est confinée, va chercher sa fille dans sa chambre d'hôtel et l'amène voir la fusée. Elle se désinfecte ensuite soigneusement.
Le lendemain, Stella et son père assistent au décollage de la fusée dans laquelle se trouve Sarah.

## Fiche technique
Sauf indication contraire, les informations mentionnées dans cette section peuvent être confirmées par la base de données cinématographiques IMDb,  présente dans la section « Liens externes ».
- Titre original : Proxima
- Réalisation : Alice Winocour
- Scénario : Alice Winocour en collaboration avec Jean-Stéphane Bron
- Photographie : George Lechaptois
- Décors : Florian Sanson
- Costumes : Pascaline Chavanne
- Montage : Julien Lacheray
- Musique : Ryūichi Sakamoto
- Production : Isabelle Madelaine et Emilie Tisné
- Sociétés de production : Dharamsala, Darius Films; coproduit par Pathé, France 3 Cinéma et Pandora Film  ; en association avec Cinémage 13, Cofinova 15, Indéfilms 7
- Société de distribution : Pathé Distribution (France)
- Pays d'origine :  France
- Langue originale : français
- Genre : drame
- Durée : 107 minutes
- Dates de sortie :
  - Canada : 7 septembre 2019 (Festival international du film de Toronto)[1]
  - France, Belgique, Suisse romande : 27 novembre 2019

## Distribution
- Eva Green : Sarah Loreau

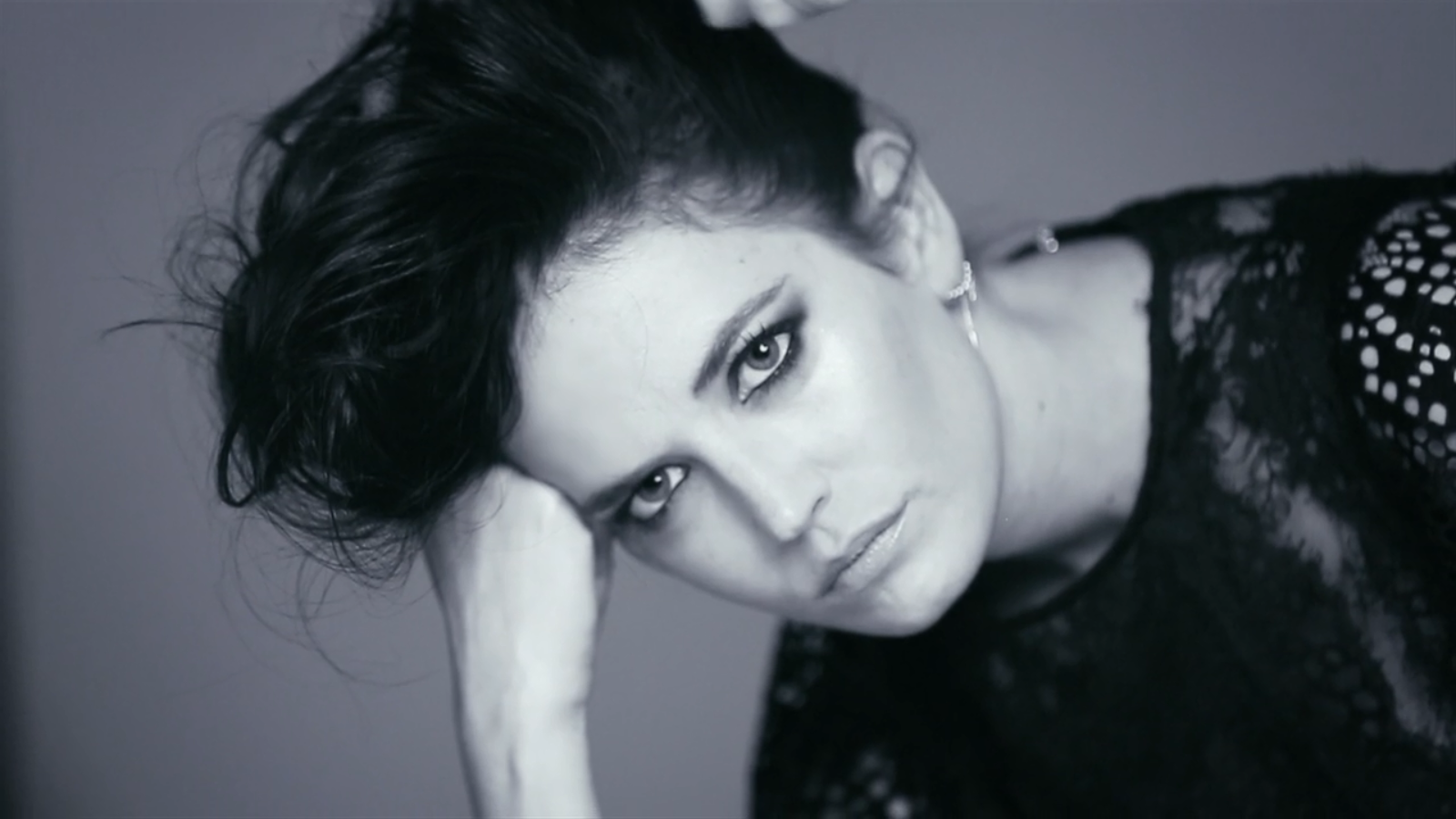
L'actrice principale Eva Green en juin 2018.

- Zélie Boulant-Lemesle : Stella, la fille de Sarah et Thomas
- Matt Dillon : Mike Shannon
- Sandra Hüller : Wendy Hauer
- Lars Eidinger : Thomas Akerman
- Alekseï Viktorovitch Fateïev (ru) : Anton Otchievski
- Nancy Tate : Naomi Shannon
- Trond-Erik Vassal : Jurgen
- Grégoire Colin : le docteur
- Igor Filippov : Dima
- Svetlana Nekhoroshikh : Vera
- Anna Sherbinina : la journaliste russe
- Vitaly Jay : membre de Star City
- Thomas Pesquet : lui-même

## Production

### Développement
Le film s'inspire des femmes astronautes et mères. Au générique, plusieurs femmes dans cette situation sont citées et servirent d'inspiration : Elena Kondakova, Ellen Ochoa, Cady Coleman, Naoko Yamazaki, Susan Kilrain, Shannon Lucid, Julie Payette, Nicole Stott, Claudie Haigneré et Anna Fisher.
Samantha Cristoforetti n'est pas listée mais fut consultée[réf. souhaitée].

### Tournage

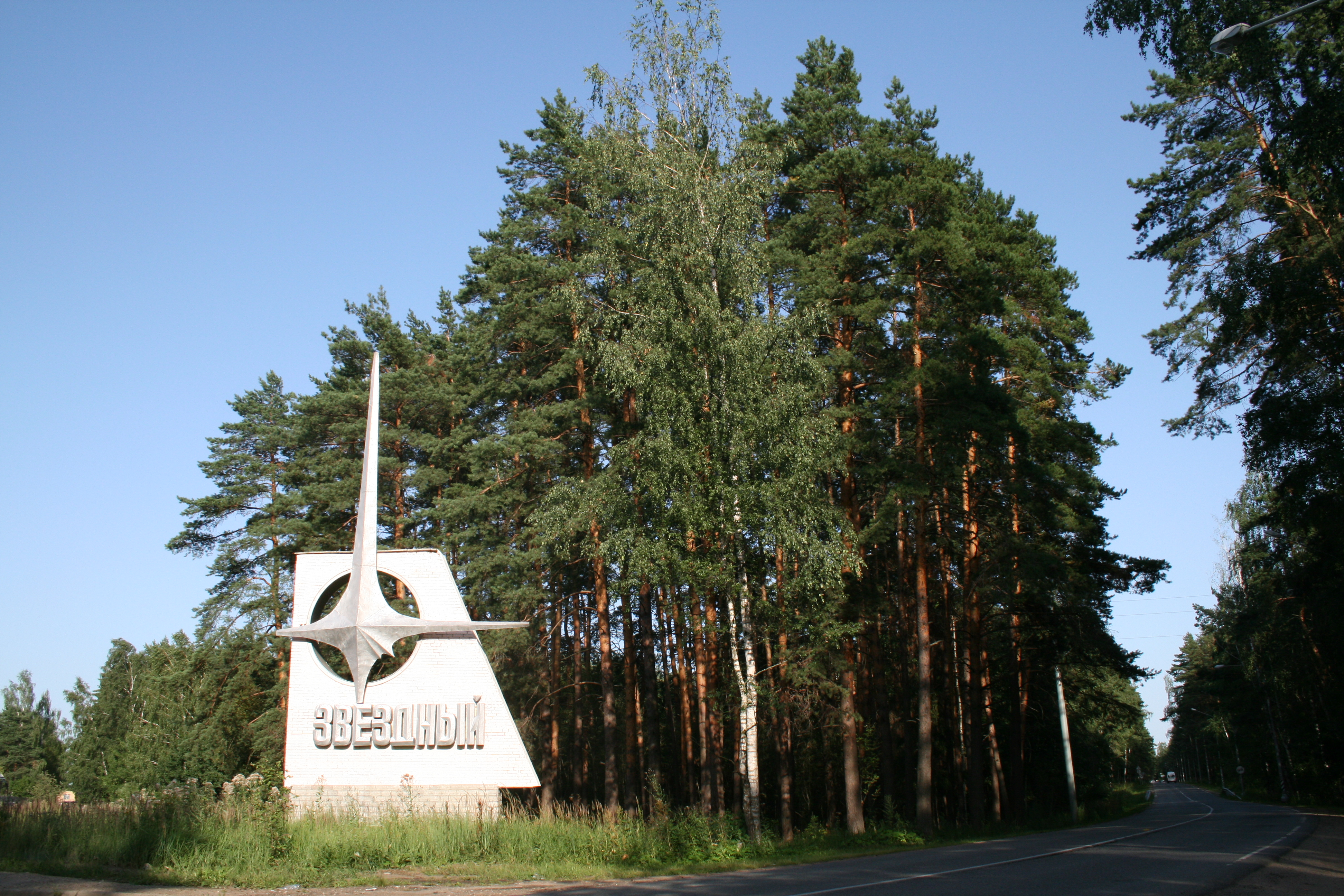
L'arrivée à la Cité des étoiles, visible dans le film.

Le tournage a eu lieu au centre des astronautes européens de l'Agence spatiale européenne à Cologne en Allemagne, à la Cité des étoiles en Russie et au Cosmodrome de Baïkonour au Kazakhstan.
Une partie du tournage s'est également déroulée en région parisienne.
Thomas Pesquet fait une courte apparition — amicale — dans une scène improvisée lors de la préparation de la mission. La réalisatrice le qualifie de parrain du film, la marraine étant Claudie Haigneré. Thomas Pesquet a également coaché Eva Green pour renforcer la crédibilité de son rôle.

## Distinctions

### Récompenses
- Festival international du film de Toronto 2019 : Honorable Mention, Platform.
- Festival international du film de Saint-Sébastien 2019 : Prix spécial du jury[6].
- Festival du film de Sarlat 2019 : prix du jury Jeunes[7].

### Nomination
- César 2020 : César de la meilleure actrice pour Eva Green
- Lumière de la meilleure actrice 2020 pour Eva Green

### Sélection
- Utopiales 2019 : sélection en compétition